# Pan-Amerikaans Ontwikkelingsfonds
Het Pan-Amerikaans Ontwikkelingsfonds (Pan American Development Foundation, PADF) is een niet-gouvernementele organisatie die in 1962 is opgericht door de Organisatie van Amerikaanse Staten (OAS) samen met de publieke en de particuliere sector. De PADF wil belanghebbenden samenbrengen om duurzame economische ontwikkeling tot stand te brengen, het maatschappelijk middenveld te versterken en te reageren op natuurrampen. De organisatie richt zich op de meest kansarme mensen in Latijns-Amerika en het Caribisch gebied.